# Bătălia de la Moscova
Batălia de la Moscova (în rusă Битва за Москву, în germană Schlacht um Moskau) se referă la apărarea capitalei sovietice, Moscova, și la contraofensiva ulterioară a Armatei Roșii (armata sovietică) dintre octombrie 1941 și ianuarie 1942 pe frontul de răsărit al celui de-al doilea război mondial, împotriva forțelor Germaniei Naziste. Adolf Hitler considera Moscova, (care era capitala Uniunii Sovietice și cel mai mare oraș al țării), obiectivul principal al Forțelor Axei în timpul atacului împotriva URSS. Un plan separat german pentru cucerirea Moscovei purta numele de cod Operațiunea Wotan.
Planul inițial de invazie bazat pe tacticile războiului fulger, care purta numele de cod Operațiunea Barbarossa, prevedea cucerirea Moscovei într-o perioadă de 3 – 4 luni. După declanșarea atacului, în ciuda unor înaintări importante, Wehrmachtul a trebuit să înceteze ritmul avansării datorită rezistenței sovietice, de exemplu din timpul bătăliei de la Smolensk – iulie - septembrie 1941, care a întârziat atacul asupra capitalei sovietice cu aproximativ 2 luni. După cucerirea Smolenskului, Wehrmachtul a trebuit să-și consolideze pozițiile în încercuirile de la Leningrad și Kiev, aceste acțiuni întârziind și mai mult atacul împotriva Moscovei. Puterile Axei au reluat atacul împotriva Moscovei pe 30 septembrie 1941, cu operațiunea cu numele de cod Taifun, care avea ca obiectiv cucerirea Moscovei până la începutul iernii.
După o înaintare inițială plină de succes, care a dus la încercuirea și distrugerea mai multor armate sovietice, ofensiva germană a fost oprită de rezistența sovietică pe linia defensivă Mojaisk, la doar 120 km depărtare de capitală. Deși a reușit să spargă liniile succesive de apărare sovietice, ofensiva Wehrmachtului a fost încetinită de condițiile meteo. În timpul toamnei, ploile au preschimbat drumurile și câmpurile în noroaie groase, în care mijloacele de transport ale Axei s-au împotmolit. Deși venirea iernii și înghețarea pământului a permis înaintarea mijloacelor mecanizate, ofensiva germană a fost în continuare încetinită, de această dată de frigul puternic, dar și de rezistența sovietică crescută.
La începutul lunii decembrie, grupurile avansate de tancuri au ajuns la numai 30 km de Kremlin, iar soldații Wehrmachtului puteau să vadă din poziții prin binoclu unele dintre clădirile Moscovei. Frigul neobișnuit pentru soldații germani, dotarea nesatisfăcătoare cu echipament de iarnă a atacatorilor și epuizarea luptătorilor au făcut ca Puterile Axei să nu mai fie capabile să cucerească Moscova. Pe 5 decembrie 1941, apărătorii Moscovei, întăriți cu trupe proaspete sosite din Siberia, foarte bine pregătite pentru războiul de iarnă, au atacat forțele germane din fața capitalei. În ianuarie 1942, Wehrmachtul fusese împins înapoi între 100 și 200 km, îndepărtând amenințarea directă asupra Moscovei. Germanii nu aveau să se mai apropie de capitala sovietică mai mult decât au reușit pe 5 decembrie 1941.
Bătălia de la Moscova este considerată de obicei una dintre cele mai importante bătălii dintre Puterile Axei și cele ale URSS-ului, în primul rând datorită faptului că Armata Roșie a fost capabilă să respingă cea mai serioasă încercare de cucerire a capitalei sovietice. Bătălia a fost una dintre cele mai mari de-a lungul întregului război, cu peste un milion de victime. De asemenea, bătălia a marcat un punct de cotitură în desfășurarea războiului, fiind prima oară din 1939, când Germania Nazistă își începuse campania de cuceriri, când Wehrmachtul a fost nevoit să retragă în mod semnificativ. Forțele germane se mai retrăseseră temporar în timpul Ofensivelor sovietice de la Elnia din septembrie 1941 și de la Rostov (care a provocat demiterea de la comandă a lui von Rundstedt), dar aceste retrageri au fost minore în comparație cu cea de la Moscova.

## Contextul general
Înaintarea inițială a Wehrmachtului – până pe 9 iulie 1941
     Continuarea înaintării germane - până pe 1 septembrie 1941
     Încercuirea și bătălia de la Kiev - până pe 9 septembrie 1941
     Înaintarea finală germană - până pe 5 decembrie 1941

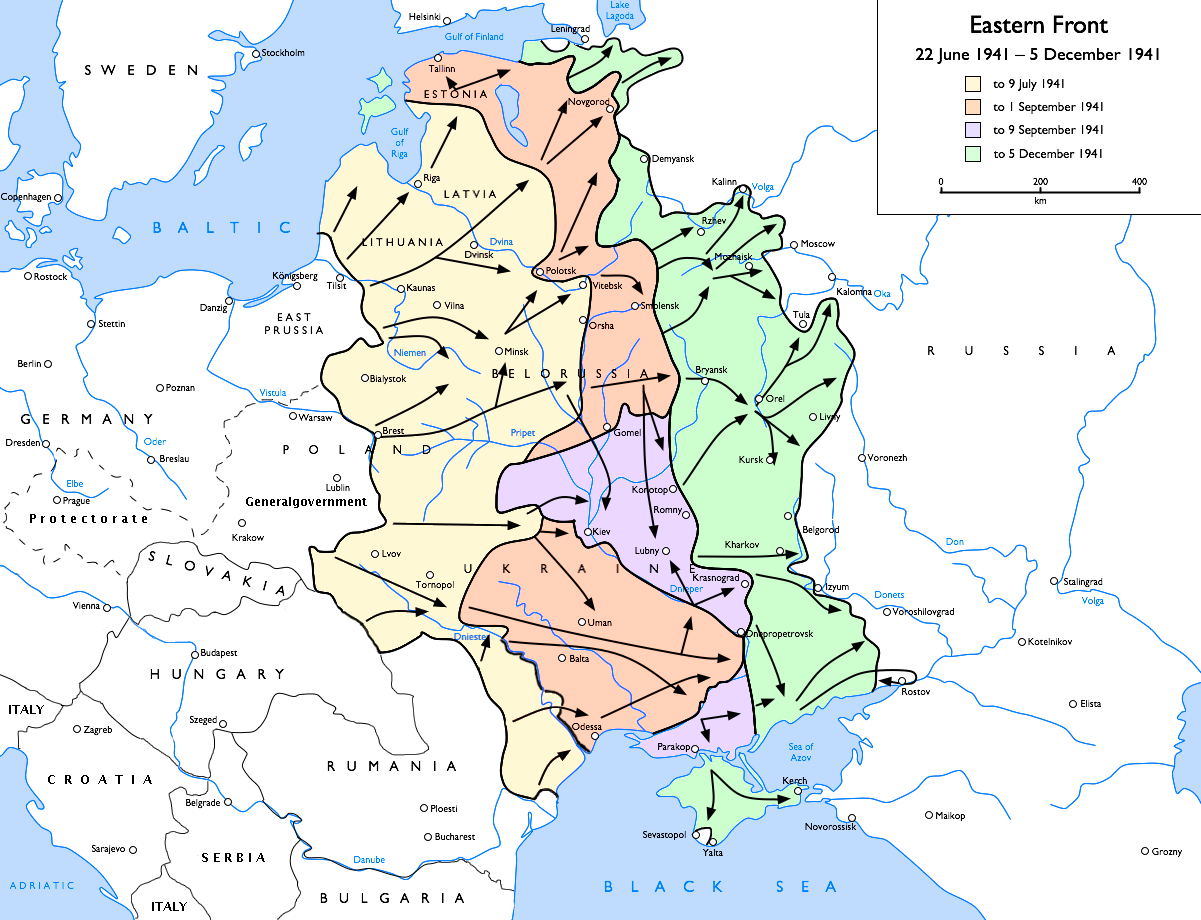
Frontul de răsărit pe vremea bătăliei pentru Moscova:
Înaintarea inițială a Wehrmachtului – până pe 9 iulie 1941
Continuarea înaintării germane - până pe 1 septembrie 1941
Încercuirea și bătălia de la Kiev - până pe 9 septembrie 1941
Înaintarea finală germană - până pe 5 decembrie 1941

Pe 22 iunie 1941, trupele germane, române și maghiare au invadat Uniunea Sovietică declanșând Operațiunea Barbarossa. După ce au reușit distrugerea forțelor aeriene sovietice la sol, forțele germane au avansat rapid adânc în teritoriul sovietic, folosind tacticile războiului fulger. Unitățile blindate avansau rapid prin mișcări de învăluire, prinzând în încercuire și distrugând întregi armate sovietice. În vreme ce Grupul de Armate Nord a înaintat către Leningrad, Grupul de Armate Sud a preluat controlul Ucrainei, iar Grupul de Armate Centru avea ca obiectiv Moscova. Defensiva sovietică a fost copleșită, iar pierderile suferite de Armata Roșie au fost uriașe.
Până în iunie 1941, Grupul de Armate Centru a reușit să încercuiască mai multe armate sovietice lângă Minsk în timpul bătăliei de la Białystok-Minsk, ceea ce a creat o uriașă spărtură în liniile sovietice, pe care Armata Roșie nu a reușit să o acopere imediat, lipsindu-i rezervele necesare. Frontul Sovietic Vestic a fost distrus ca forță organizată. Wehrmachtul a fost capabil să forțeze cursul Niprului, având deschisă calea spre Moscova, pierderile totale germane fiind reduse până în acel moment.
În august 1941, forțele germane au capturat orașul Smolensk, un important punct întărit pe drumul spre Moscova. Smolenskul era considerat "cheia" Moscovei, deoarece controla "podul terestru" dintre râurile Dvina, Nipru și alte câteva cursuri de apă mai mici, cucerirea acestei zone permițând trupelor terestre să înainteze fără să fie nevoite să construiască poduri mari peste fluvii late. Defensiva sovietică disperată din regiunea Smolenskului a oprit înaintarea germană timp de două luni, din 10 iulie până pe 10 septembrie 1941. Acest uriaș angajament militar, cunoscut ca bătălia de la Smolensk, a întârziat înaintarea germană până la mijlocul lunii septembrie, rupând practic ritmul războiului fulger și forțând Grupul de Armate Centru să-și folosească aproape toate rezervele strategice (10 divizii dintr-un total de 24).
Și pe celelalte direcții de atac, înaintarea germană a fost încetinită. Lângă Leningrad, Grupul de Armate Centru a fost ținut pe loc de luptele de pe linia de apărare Luga timp de o lună, până să reușească să o străpungă. În sud, Grupul de Armate Sud, care avea în componență și trupe maghiare și române, (care erau mai slab antrenate, experimentate și echipate decât Wehrmachtul), a trebuit să facă față mai multor contraatacuri sovietice, înaintarea fiindu-i stopată la un moment dat. Wehrmachtul trebuia să facă față unei dileme: Grupul de Armate Centru era încă suficient de puternic pentru a atinge Moscova, dar înaintarea sa ar fi creat o pungă a liniilor germane, care ar fi lăsat flancurile forțelor Axei vulnerabile la atacurile Armatei Roșii. În plus, Hitler considera că Germania avea mare nevoie de alimentele și resursele minerale ale Ucrainei. Din toate aceste motive,  Wehrmachtul a primit sarcina să cucerească mai întâi  Donbassul și de-abia după aceea să reia atacul spre Moscova. Armata de tancuri de sub comanda lui Heinz Guderian a fost rapid transferată în sud în sprijinul forțelor lui Gerd von Rundstedt, care atacau Kievul, într-o mișcare care i-a luat total prin surprindere pe sovietici și a dus la o înfrângere de proporții a Armatei Roșii. Pe 19 septembrie 1941, sovieticii au abandonat capitala Ucrainei, după ce Stalin a refuzat îndelung să aprobe retragerea strategică a forțelor sovietice din punga de la Kiev, după cum își amintesc Alexandr Vasilevski și Gheorghi Jukov în memoriile scrise după război. Poziția lui Jukov în privința acestui stadiu al luptelor l-a costat pe general postul de Șef al Marelui Stat Major al Armatei,, dar predicțiile lui s-au dovedit corecte. Mai multe armate sovietice au fost încercuite și anihilate într-o dublă  învăluire, ceea ce a permis reluarea înaintării germane în sud.
În ciuda faptului că Axa a câștigat o victorie decisivă în  timpul bătăliei de la Kiev, ritmul războiului fulger a fost și mai grav afectat, rămânând mult în urma programului. După cum avea să scrie Guderian mai târziu, "Kievul a fost fără nicio îndoială un strălucit succes tactic, dar problema dacă a avut vreo importanță semnificativă strategică rămâne încă deschisă. Totul depindea de acum de capacitatea noastră de a atinge rezultatele așteptate mai înainte de venirea iernii sau chiar mai înainte de ploile de toamnă." Hitler mai credea încă în capacitatea Wehrmachtului de a termina războiul mai înainte de venirea iernii, și de a încheia victorioasă luptele prin cucerirea capitalei sovietice. Pe 2 octombrie 1941, Grupul de Armate Centru (Fedor von Bock), a lansat ofensiva finală spre Moscova, așa-numita Operațiune Taifun. Hitler declara la scurtă vreme după lansare atacului: "După trei luni de pregătiri, avem în sfârșit posibilitatea să ne zdrobim  inamicul mai înainte de venirea iernii. Toate pregătirile posibile au fost făcute... azi începe ultima bătălie a anului... "

## Înaintarea inițială germană(30 septembrie-10 octombrie)

### Planurile
Pentru Hitler, Moscova era cea mai importantă țintă militară și politică, el considerând că, odată capitala cucerită, colapsul Uniunii Sovietice ar fi fost iminent. După cum scria în 1940 Franz Halder, (șeful Oberkommando des Heeres – Marelui Stat Major): "Cea mai bună soluție ar fi o ofensivă directă spre Moscova." De aceea, orașul era obiectivul principal al forței numeroase și bine echipate a Grupului de Armate Centru. Forțele destinate Operațiunii Taifun includeau trei armate (a 2-a, a 4-a și a 9-a), care se bucurau de sprijinul a trei grupuri de blindate (al 2-lea, al 3-lea și al 4-lea, cu aproximativ 1.700 de tancuri) și a celei de-a două flote aeriene a Luftwaffe (cu aproximativ 900 de avioane). În total, peste un milion de oameni erau destinați acestei operațiuni. Atacul se baza pe tacticile standard ale blitzkriegului, prin folosirea Grupurilor  Panzer, care ar fi trebuit să atace adânc în teritoriul inamic și să execute mișcări duble de învăluire pe flancuri, încercuind și distrugând diviziile sovietice.
Planul inițial al Wehrmachtului prevedea două mișcări inițiale. Prima ar fi trebuit să fie o dublă învăluire a Frontului Sovietic Vestic și a Frontului Sovietic de Rezervă, aflate în regiunea Viazma. A doua mișcare trebuia să fie o învăluire simplă prin flancul Frontului Briansk, pentru cucerirea orașului Briansk. Din acel punct, planul presupunea o altă mișcare de învăluire dublă spre nordul și sudul Moscovei, pentru încercuirea orașului. În acel moment însă, armatele germane erau foarte obosite și existau unele probleme logistice. Guderian scria de exemplu că unele dintre tancurile sale distruse în lupte nu au fost înlocuite, iar trupelor mecanizate le lipseau cantitățile acoperitoare de combustibil la începutul operațiunii.
Trupelor Wehrmachtului li se opuneau trei fronturi sovietice formate din armate epuizate, care fuseseră deja implicate în luptele grele din timpul ultimelor luni. Forțele destinate apărării orașului totalizau cam 1.250.000 de oameni cu 1.000 de tancuri, 7.600 de tunuri și peste 650 de avioane. Aceste armate, deși reprezentau o amenințare la adresa germanilor prin mărimea efectivelor, erau totuși prost distribuite în teren, cu cele mai multe trupe plasate pe o singură linie defensivă, fără rezerve în spatele frontului. Vasilevski amintea în memoriile sale că, în timp ce prima linie defensivă era destul de bine pregătită de luptă, plasarea greșită în teren al apărătorilor a fost responsabilă pentru succesele inițiale ale germanilor. Mai mult chiar, mulți dintre soldații sovietici erau recrutați de puțină vreme și erau lipsiți de experiență de luptă. Apărătorilor le lipseau anumite tipuri de echipamente militare, ca de exemplu armele antitanc, iar blindatele lor erau depășite din punct de vedere tehnic.
Comandamentul sovietic a hotărât să construiască un vast sistem defensiv în jurul capitalei. Prima centură de apărare era reprezentată de linia întărită Rjev-Viazma-Briansk. A doua centură de apărare era linia defensivă dublă Mojaisk, care se întindea de la Kalinin la Kaluga. Ultima centură de apărare era reprezentată de o triplă linie întărită în imediata vecinătate a orașului, așa-numită "Zonă defensivă Moscova". La începutul atacului german, aceste centuri de apărare erau încă insuficient pregătite pentru a face față atacului inamic. Mai mult, planurile ofensive germane au fost înțelese destul de târziu, iar trupele sovietice au primit ordin să treacă pe poziții defensive ferme de-abia pe 27 septembrie 1941. Noile divizii sovietice care se formau pe Volga, în Asia și în Urali nu aveau să fie gata decât în câteva luni, ceea ce avea să transforme bătălia pentru Moscova într-o cursă contra cronometru.

### Pungile de la Viazma și Breansk

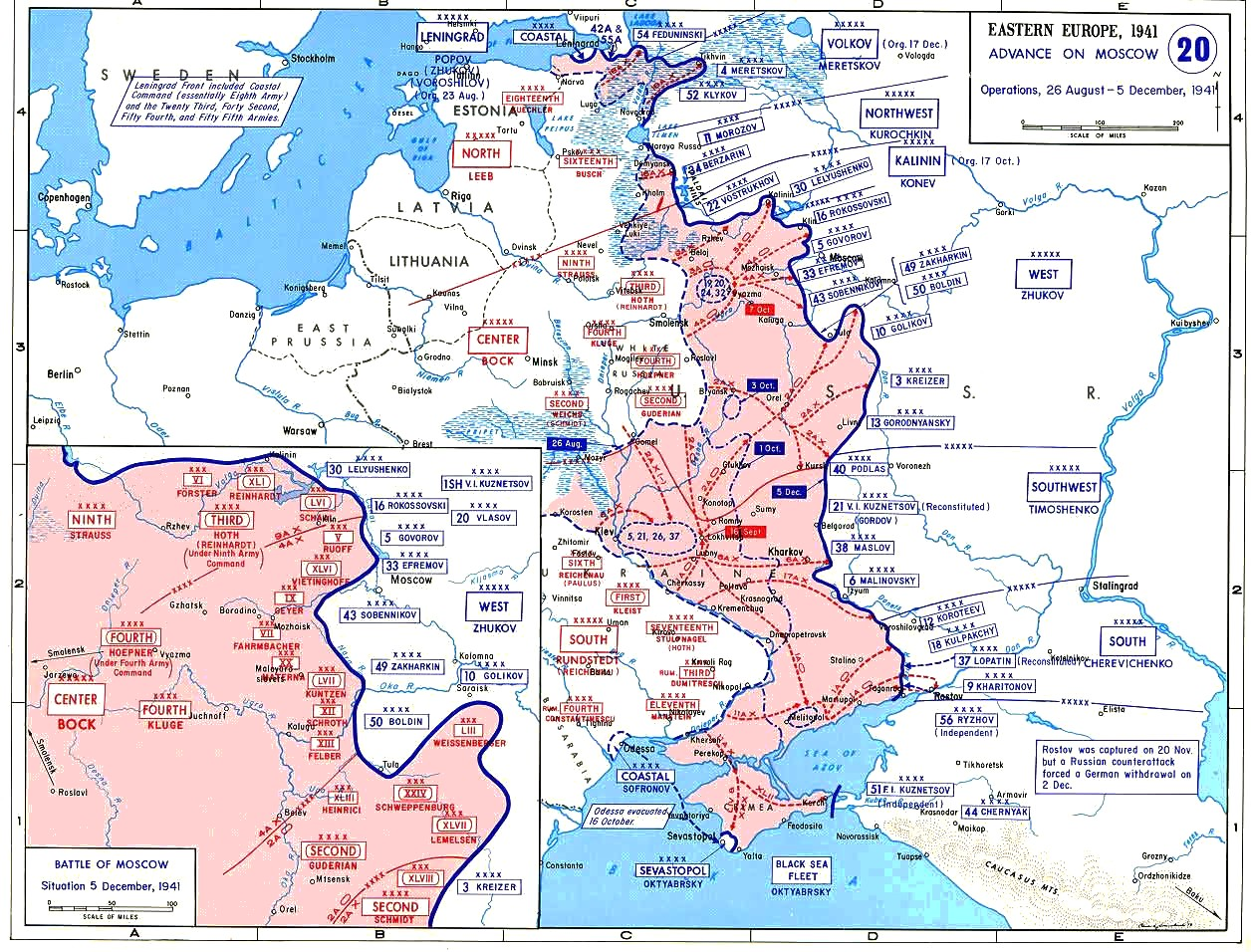
Ofensiva germană din timpul Operațiunii Taifun.

Lângă Viazma, Fronturile Sovietice de Apus și de Rezervă au fost învinse rapid de forțele mobile de blindate germane, care au exploatat zonele slabe din apărare și au pătruns în spatele liniilor sovietice. Pozițiile defensive sovietice, care se aflau încă în plin proces de fortificare, au fost străpunse și ambele coloane de blindate germane au făcut joncțiunea la Viazma pe 10 octombrie 1941. In uriașa pungă de la vest de oraș au fost prinse în încercuire patru armate sovietice (a 19-a, a 20-a, a 24-a și a 32-a).
Spre marea surpriză a germanilor, forțele sovietice încercuite nu s-au predat imediat. Mai mult chiar, sovieticii au declanșat atacuri furibunde, Wehrmachtul fiind nevoit să angajeze în luptă 28 de divizii pentru desăvârșirea încercuirii și distrugerea armatelor sovietice prinse în capcană, divizii extrem de necesare efortului de război pe direcția Moscovei. O parte a Fronturilor Sovietice de Vest și de Rezervă a reușit să se retragă și să consolideze pozițiile defensive Mojaisk. În unele cazuri, forțele sovietice încercuite nu au fost distruse definitiv, soldații sovietici reușind după atacuri feroce să străpungă liniile încercuirii în grupuri de la mărimea unui pluton până la cea a unei divizii. Rezistență sovietică îndârjită din sectorul Viazma a oferit Înaltului Comandament Sovietic un răstimp suficient pentru aducerea de întăriri pentru cele patru armate care apărau capitala (armatele a 5-a, a 16-a, a 43-a și a 49-a), în principal trupe din Orientul Îndepărtat Sovietic.
În sud, în regiunea Breansk, apărarea sovietică s-a dovedit mai fermă decât la Viazma. Grupul al 2-lea Panzer  a efectuat o manevră de învăluire a întregului sector de front, reușind să facă joncțiunea cu Armata a 2-a, cucerind orașele Orel pe 3 și Breansk pe 6 octombrie. Armatele sovietice a 3-a și a 13-a au fost încercuite, dar au refuzat să capituleze și, după lupte grele, au străpuns liniile germane, stabilind noi linii defensive la Mțensk. Până pe 23 octombrie, ultimii soldați sovietici au reușit să iasă din încercuire, plasându-se rapid pe noile linii defensive.
Pe 7 octombrie, ofensiva germană în regiune se împotmolise. A căzut prima zăpadă, care s-a topit rapid, transformând drumurile de pământ în șanțuri noroioase, un fenomen cunoscut în Rusia ca rasputița. Blindatele germane au fost puternic încetinite și au fost puse în imposibilitatea de a-și folosi principala lor calitate: mobilitatea. Divizia a 4-a Panzer a căzut într-o ambuscadă organizată de Dmitri Leliușenko și Mihail Katukov în apropiere de orașul Mțensk. O formațiune puternică de tancuri sovietice de model nou T-34 a fost camuflată în pădurile din jurul orașului, blindatele germane depășindu-le pozițiile fără să le descopere. În vreme ce infanteria sovietică a atacat încetinind înaintarea tancurilor germane, blindatele sovietice au atacat la rândul lor de pe ambele flancuri, distrugând formațiile germane formate din tancuri Panzer IV. Pentru Wehrmacht, șocul acestei înfrângeri a fost atât de mare, încât a fost ordonată o investigație specială. Guderian și tanchiștii lui au descoperit cu uimire că blindajul noilor tancuri sovietice T-34 rezista cu succes proiectilelor germane. După cum scria un general german: "Tancurile noastre T-IV cu tunurile lor scurte de 75 mm puteau distruge un T-34 doar dacă îi loveau din spate motorul." Guderian nota de asemenea că: "... rușii învățaseră deja câteva lucruri." Și în alte zone ale frontului, contraatacurile masive sovietice au încetinit ofensiva germană.
Proporțiile înfrângerii inițiale sovietice au fost copleșitoare. După unele estimări germane, peste 673.000 de soldați sovietice au fost capturați de Wehrmacht în ambele pungi, deși cercetări recente sugerează că cifrele sunt ceva mai mici, cam 514.000 de prizonieri, adică 41% din totalul forțelor sovietice. Rezistența disperată a Armatei Roșii a încetinit mult înaintarea Wehrmachtului. Când, pe 10 octombrie 1941, germanii au ajuns în dreptul liniilor de apărare de la Mojaisk,  au găsit aici fortificații bine pregătite, apărate de trupe odihnite. În aceeași zi, Gheorghi Jukov a fost rechemat de la Leningrad, pentru a prelua conducerea pregătirilor pentru apărarea Moscovei. Jukov a ordonat concentrarea tuturor forțelor disponibile pentru întărirea și apărarea liniei Mojaisk, o mișcare sprijinită de mareșalul Vasilievski.
După cum se povestește, primele reacții ale lui Stalin la înaintarea germană spre Moscova au fost acelea de negare a adevărului și de căutare a unor țapi ispășitori pentru înfrângerile sovietice. De îndată ce și-a dat seama de dimensiunile amenințărilor la adresa capitalei, Stalin a ajuns la o stare de-a dreptul isterică. Pe 13 octombrie, el a ordonat evacuarea structurilor de conducere ale Partidului Comunist, a Marelui Stat Major și a diferitelor birouri guvernamentale din Moscova la Kuibîșev (azi Samara), lăsând în capitală numai personalul de conducere strict necesar. Evacuarea a provocat panică printre moscoviți. Pe 16 și 17 octombrie, cea mai mare parte a populației civile a încercat să fugă, aglomerând puținele trenuri disponibile și blocând drumurile de ieșire din oraș. În ciuda tuturor evacuărilor din oraș, Stalin a rămas în capitala sovietică, calmând puțin temerile civililor.

## Linia defensivă Mojaisk (13-30 octombrie)
Începând cu ziua de  13 octombrie 1941, Wehrmacht a atins linia defensivă Mojaisk, o centură dublă de fortificații, construită în grabă, care proteja Moscova dinspre vest și se întindea de la Kalinin până la  Volokolamsk și Kaluga. În ciuda ultimelor întăriri sosite în zonă, efectivele combinate al sovieticilor (armatele a 5-a, a 16-a, a 43-a și a 49-a), erau de-abia de 900.000 de oameni, mult prea puțini ca să facă față atacului german. În aceste condiții, Jukov a decis să-și concentreze forțele în patru puncte critice: Volokolamsk, Mojaisk, Maloiaroslaveț și Kaluga. Frontul Sovietic de Vest, aproape în întregime distrus după încercuirea de lângă Viazma, a fost recreat din resturile altor unități și din trupe proaspăt recrutate.
Orașul Moscova a fost transformat într-o fortăreață. După cum amintește Jukov, 250.000 de femei și adolescenți au muncit, construind tranșee și șanțuri antitanc în jurul capitalei, excavând și transportând  aproape 3 milioane de metri cubi de pământ doar cu mijloace manuale. Fabricile din Moscova au fost transformate în grabă în complexe militare: fabrica de automobile a fost transformată în fabrică de mitraliere, o fabrică de ceasuri a început să fabrice detonatoare pentru mine antipersonal, fabrica de ciocolată a început să producă alimente pentru armată, iar atelierele de reparații auto asigurau reparațiile pentru vehiculele militare și pentru tancuri. Situația capitalei sovietice era foarte complicată, Moscova aflându-se în raza de acțiune a tancurilor și avioanelor germane de toate tipurile. Bombardamentele aeriene au provocat totuși distrugeri limitate, datorită unei apărări antiaeriene foarte puternice și bine organizate și datorită eficienței brigăzilor de pompieri civili.
Pe 13 octombrie 1941 (15 octombrie 1941, după unele surse), Wehrmachtul și-a reluat ofensiva. La început, armata germană nu avea ca obiectiv atacul direct al liniilor defensive sovietice, ci a încercat să le depășească printr-un atac spre nord-est în zona orașului Kalinin, mai slab fortificată, și spre sud spre Kaluga și Tula. Cu excepția orașului Tula, obiectivele germane au fost atinse până pe 14 octombrie. Încurajați de succesele inițiale, germanii au lansat un atac frontal împotriva liniilor fortificate principale, cucerind Mojaiskul și Maloiaroslavețul pe 18, Naro-Fominsk pe 21 și Volokolamskul pe 27 octombrie, după lupte foarte puternice. Datorită creșterii pericolului atacurilor de pe flancuri, Jukov a fost nevoit să-și retragă trupele la est de râul Nara.
În sud, Armata a 2-a Panzer a înaintat spre Tula relativ ușor, deoarece linia defensivă Mojaisk nu avansa spre sud suficient de mult, aici neaflându-se concentrări importante de trupe sovietice, care să asigure o opoziție semnificativă. Vremea rea și problemele cu aprovizionarea cu combustibil au încetinit mult înaintarea germanilor, la încetinirea ritmului de avansare a tancurilor contribuind drumurile proaste și podurile distruse de sovieticii în retragere. Guderian a reușit să atingă periferiile orașului Tula doar pe 26 octmbrie. Planul inițial german presupunea cucerirea rapidă a orașului Tula și o mișcare de învăluire a Moscovei. Totuși, prima încercare de cucerire a Tulei a fost oprită de Armata a 50-a sovietică și de civilii înarmați, angajați într-o luptă disperată. Panzerele lui Guderian au fost obligate să-și oprească înaintarea în suburbiile Tulei pe 29 octombrie.

## Wehrmachtul în fața porților Moscovei (1 noiembrie-5 decembrie)

### Pregătirile

Parada militară din Piața Roșie de pe 7 noiembrie 1941, ținută cu ocazia celebrării Marii Revoluții Socialiste din Octombrie, nu a fost contramandată în ciuda prezenței trupelor germane la porțile Moscovei.

După cum subliniază David Glantz în cartea sa When Titans Clashed (Când s-au ciocnit titanii), la sfârșitul lui octombrie, Wehrmachtul și Armata Roșie puteau fi comparați cu doi "boxeri amețiți de lovituri, sprijinindu-se precar pe picioare, dar pierzându-și rapid puterea să se rănească reciproc". Germanii erau sleiți, cu doar o treime dintre vehiculele motorizate în stare de funcționare, cu diviziile de infanterie reduse la o treime sau la o jumate din efectivele normale, afectați de serioase probleme logistice, care împiedicau aprovizionarea frontului cu haine călduroase și echipament de iarnă. Chiar și Hitler se pare că acceptase ideea unei lupte de lungă durată, de vreme ce perspectiva trimiterii tancurilor într-un oraș mare și bine fortificat părea riscantă, după ce existase precedentul cuceririi Varșoviei în 1939 cu mari pierderi pentru blindate.
Pentru a întări moralul atât al soldaților Armatei Roșii cât și al populației capitalei, Stalin a ordonat organizarea tradiționalei parade militare de pe 7 noiembrie în Piața Roșie. Soldații sovietici au mărșăluit prin fața Kremlinului direct spre primele linii ale frontului. În ciuda paradei impresionante, Armata Roșie avea o situație foarte dificilă. Deși în zonele Klin și Tula, unde erau se așteptau principalele lovituri germane, sosiseră aproximativ 100.000 de soldați din rezervele strategice, defensiva era relativ slabă. Stalin a hotărât să se organizeze câteva contraofensive preventive, care să fie lansate împotriva liniilor germane, în ciuda protestelor lui Jukov, care era conștient de puținătatea rezervelor. Wehrmacht a fost capabil să respingă cele mai multe contraofensive, epuizând rezervele de oameni și vehicule ale Armatei Roșii, care ar fi putut fi folosite altfel în apărarea Moscovei. Singura ofensiva izbutită a fost cea de la vest de Moscova, de lângă Alexino, unde tancurile sovietice au provocat grave pierdere Armatei a 4-a, în principal datorită lipsei de armament antitanc capabil să distrugă noul blindat sovietic T-34.
În ciuda înfrângerii de lângă Alexino, Wehrmachtul avea încă o superioritate totală în oameni și echipament asupra Armatei Roșii. Diviziile germane destinate asaltului final asupra Moscovei numărau 943.000 oameni, 1.500 de tancuri și 650 de avioane, în timp ce forțele sovietice erau reduse la doar 500.000 de oameni, 890 de tancuri și 1.000 de avioane. Totuși, comparativ cu situația din luna octombrie, diviziile de infanterie sovietică ocupau poziții defensive mult mai bune, erau dispuse pe trei inele de apărare care înconjurau complet capitala, iar o parte a liniei Mojaisk mai era încă în mâinile Armatei Roșii, lângă Klin. Cele mai multe armate de infanterie aveau o desfășurare defensivă pe mai multe linii în adâncime, cu cel puțin două divizii de pușcași în pozițiile din eșalonul secundar. Unitățile de artilerie și de geniu se concentraseră de-a lungul principalelor drumuri pe care erau așteptate armatele germane atacatoare. Nu în ultimul rând, trupele sovietice – și în special corpul ofițeresc – erau acum mult mai experimentate și mai bine pregătite pentru ofensivă.

Pe 15 noiembrie 1941, pământul a înghețat în sfârșit, rezolvând marea problemă a noroaielor. Unitățile de blindate puteau să atace în sfârșit, având ca obiectiv încercuirea Moscovei și joncțiunea lângă Noginsk, la est de capitală. Pentru a-și îndeplini acest obiectiv, Grupurile Panzer al 3-lea și al 4-lea trebuiau să-și concentreze forțele între lacul de acumulare de pe râul Moscova și Mojaisk, după care trebuiau să atace spre Klin și Solnecinogorsk, pentru a încercui capitala dinspre nord. În sud, Armata a 2-a Panzer trebuia să ocolească Tula, aflat în mâinile sovieticilor, și să atace spre Kașira și Kolomna, urmând să facă joncțiunea cu aripa nordică a atacului la Noginsk.

### Învăluirea finală
Pe 15 noiembrie 1941, armatele de tancuri germane și-au început ofensiva spre Klin, unde nu existau rezerve sovietice datorită dorinței lui Stalin de a executa o contraofensivă spre Volokolamsk, pentru care au fost transferate toate rezervele din nord pe poziții mai la sud. Atacul inițial german a rupt frontul sovietic în două, separând două armate sovietice (a 16-a de a 30-a). Au urmat câteva zile de lupte crâncene. Jukov avea să scrie în memoriile sale: "Inamicul, ignorând pierderile, da atacuri frontale, dorind să cucerească Moscova prin orice mijloace posibile." În ciuda eforturilor germanilor, defensiva pe mai multe linii în adâncime a redus pierderile sovietice în timpul retragerii prin luptă a Armatei a 16-a către fortificațiile pregătite mai înainte.
Armata a 3-a Panzer a reușit într-un final să cucerească orașul Klin după lupte grele, pe 24 noiembrie, iar a doua zi și Solnecinogorskul. Rezistența sovietică era încă puternică, finalul bătăliei fiind imprevizibil. Se povestește că Stalin i-ar fi cerut lui Jukov să-i spună dacă Moscova poate sau nu să fie apărată cu succes, ordonându-i să "vorbească cinstit, ca un comunist." Jukov a răspuns că este posibil, dar era nevoie disperată de rezerve proaspete. Pe 28 noiembrie, Divizia a 7-a Panzer germană a cucerit un cap de pod peste Canalul Moscova-Volga – ultimul obstacol important mai înainte de a ajunge la capitală – aflat la mai puțin de 35 km de Kremlin. Puternicul contraatac a Armatei I de Șoc Sovietice i-a respins pe germani înapoi pe malul de vest al canalului. La nord-vest de Moscova, Wehrmachtul a ajuns la Krasnaia Poliana, la mai puțin de 20 km de Moscova. Ofițerii germani puteau să vadă unele dintre clădirile mai înalte din capitală prin binoclurile lor. În acel moment, atât forțele sovietice cât și cele germane, erau epuizate de luptele grele duse până atunci, unele regimente rămând cu efective cât ale unei companii.
În sud, lângă Tula, ostilitățile au fost reluate pe 18 noiembrie, Armata a 2-a Panzer reușind să încercuiască orașul. Forțele germane implicate erau foarte extenuate de luptele de până atunci și nu aveau încă echipamentul de iarnă necesar. Ca urmare, înaintarea inițială germană a fost de numai 5 – 10 km pe zi, șansele de succes fiind, după spusele lui Guderian, "nesigure". Atacurile germane au expus flancurile armatelor lor atacurilor Armatelor sovietice a 49-a și 59-a, aflate lângă Tula, ceea ce le-a încetinit și mai mult înaintarea. Tancurile lui Guderian au fost capabile însă să mai continue înaintarea, cucerind Stalinogorskul pe 22 noiembrie și reușind să încercuiască divizia de infanterie cantonată aici. Pe 26 noiembrie, tancurile germane s-au apropiat de Kașira, un oraș care controla o importantă șosea spre Moscova. A fost lansat ca răspuns un contraatac violent sovietic în ziua următoare. Corpurile de cavalerie ale generalului Belov, cu sprijinul mai multor brigăzi de infanterie și de grupuri de tancuri, au oprit înaintarea germană lângă Kașira. Germanii au fost respinși la începutul lui decembrie, sovieticii securizând calea de acces din sudul orașului. Tula a rezistat apărată de fortificațiile puternice și de soldații și civilii, care au luptat cu foarte mare hotărâre. În sud, Wehrmachtul nu și-a îndeplinit obiectivul de învăluire a capitalei.
Datorită rezistenței de pe cele două fronturi moscovite – de nord și de sud – Wehrmachtul a încercat pe 1 decembrie 1941 să dea un atac frontal dinspre vest de-a lungul autostrăzii Minsk-Moscova, aproape de orașul Naro-Fominsk. Acest atac s-a bucurat doar de un sprijin limitat al blindatelor și a trebuit să lupte cu apărătorii capitalei organizați foarte bine în adâncime. După ce a întâlnit rezistența foarte puternică a Diviziei I Motorizată de Infanterie de Gardă și a trebuit să facă față și contraatacului din flanc ale Armatei a 33-a sovietice, ofensiva germană a fost respinsă patru zile mai târziu, germanii pierzând cam 10.000 de oameni și câteva zeci de tancuri.
Până la începutul lunii decembrie, temperatura din zona Moscovei, aflate până atunci în jurul mediei multianuale, a scăzut la -15 și chiar -20 °C , înghețând pe soldații germani, care încă nu fuseseră dotați cu haine de iarnă, dar și vehiculele germane, care nu erau proiectate să funcționeze la asemenea temperaturi joase. În rândul armatei germane s-au raportat peste 130.000 de cazuri de degerături ale soldaților. Unsoarea înghețată trebuia îndepărtată de fiecare proiectil de artilerie înainte de executarea focului, iar vehiculele trebuiau să fie încălzite mai multe ore înainte de a putea fi folosite.
Ofensiva Axei împotriva Moscovei a fost oprită. După cum scria Guderian în jurnalul său: "... ofensiva împotriva Moscovei a eșuat... Am subestimat puterea inamicului, ca și mărimea și clima lui. Din fericire, mi-am oprit trupele pe 5 decembrie, altfel catastrofa ar fi fost de neevitat. "

## Ofensiva sovietică

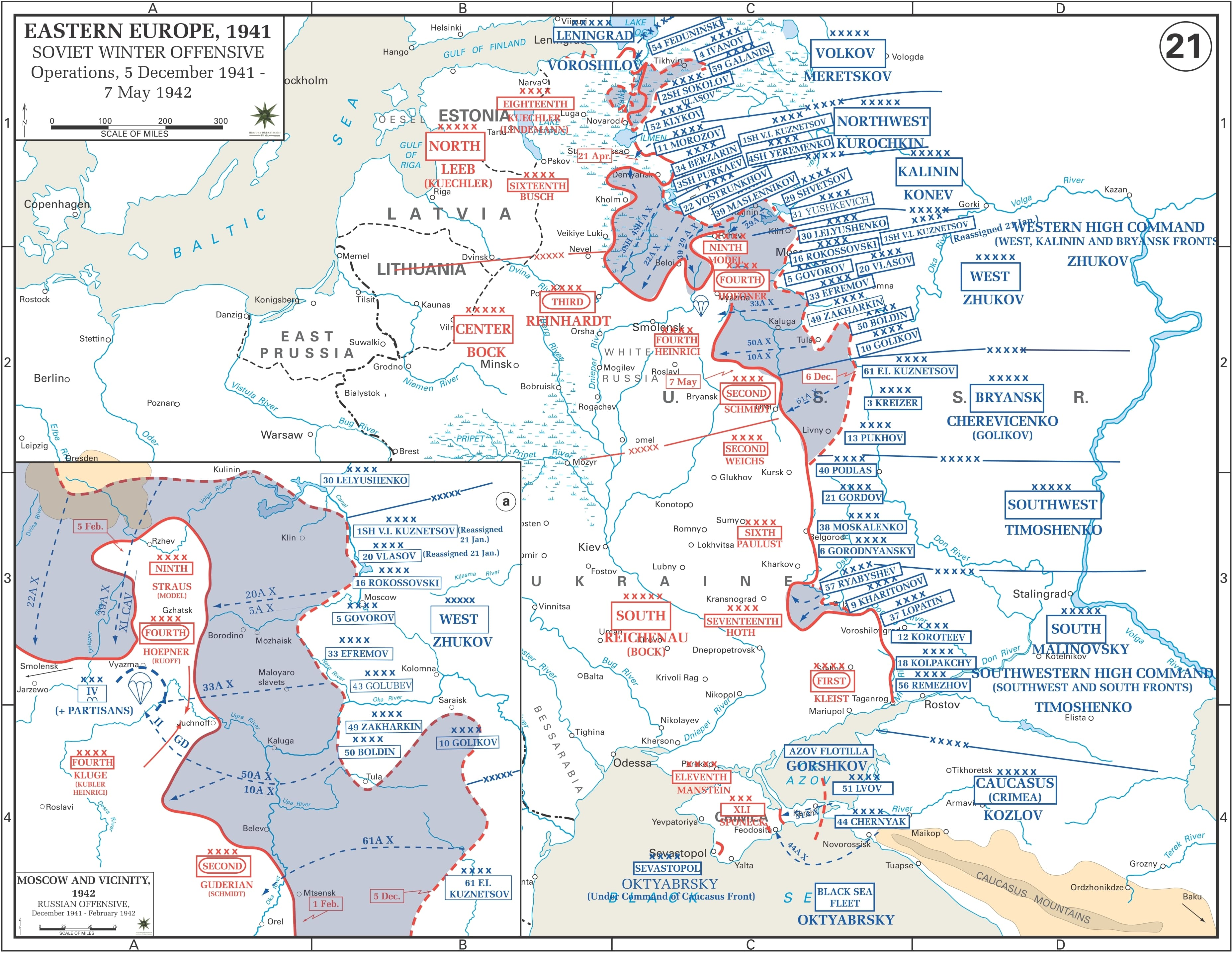
Contraofensiva de iarnă sovietică, 5 decembrie 1941 - 7 mai 1942

Deși ofensiva Wehrmachtului a fost oprită, spionajul german estima că forțele sovietice nu mai dispun de rezerve, care să-i permită organizarea unei contraofensive. Această estimare s-a dovedit una eronată, Stalin transferând divizii odihnite din Siberia și Orientul Îndepărtat Sovietic, bazându-se pe informațiile spionului său Richard Sorge, care indicau faptul că Japonia nu va ataca Uniunea Sovietică. Armata Roșie și-a mărit efectivele din regiunea Moscovei cu 58 de divizii până la începutul lunii decembrie, când Stalin a aprobat ofensiva propusă de Jukov și Vasilievski. Totuși, chiar și cu aceste rezerve proaspete, forțele destinate contraofensivei nu depășeau un milion de oameni, depășind doar cu puțin efectivele germane. Totuși, cu o distribuire înțeleaptă a trupelor, a fost atinsă în anumite puncte critice rația de 2:1 dintre sovietici și germani. Pe 5 decembrie 1941, s-a declanșat ofensiva pe Frontul Kalinin. După două zile de progrese minore, armatele sovietice au eliberat Krasnaia Poliana și alte orașe mici din vecinătatea imediată a Moscovei.
În aceeași zi, Hitler a semnat directiva nr. 39, prin care se ordona Wehrmachtului să treacă în defensivă de-a lungul întregului front. Până în cele din urmă, trupele germane au fost incapabile să organizeze o apărare solidă și au fost silite să se retragă pentru a-și consolida pozițiile pe un aliniament favorabil. Guderian scria că, în discuțiile cu Hans Schmidt și Wolfram von Richthofen, care au avut loc în aceeași zi, ambii comandanții au fost de acord că linia frontului din momentul respectiv nu putea fi menținută. Pe 14 decembrie, Franz Halder și Günther von Kluge au acordat în cele din urmă permisiunea trupelor germane să execute o retragere limitată spre vest de râul Oka, fără a avea în prealabil aprobarea lui Hitler. Pe 20 decembrie 1941, în timpul întâlnirii cu generalii săi, Hitler a anulat ordinul de retragere și a ordonat soldaților săi să apere fiecare petec de pământ, "săpând tranșee cu proiectilele de artilerie dacă era nevoie." Guderian a protestat, subliniind că pierderile din cauza frigului erau de fapt mai mari decât cele din cauza luptelor și că echipamentul de iarnă era blocat în trafic pe undeva prin Polonia. Cu toate acestea, Hitler a insistat pe ideea apărării liniilor frontului din acel moment, iar  Guderian a fost demis de Crăciun, împreună cu generalii Hoepner și Strauss, comandanții Armatei Panzer a 4-a, respectiv a 9-a. Fedor von Bock a fost eliberat din funcție în mod oficial "din motive de sănătate". Walther von Brauchitsch, comandantul întregii operațiuni, fusese demis chiar mai înainte, pe 19 decembrie 1941.
Între timp, ofensiva sovietică a continuat. În nord, orașele Klin și Kalinin au fost eliberate pe 15, respectiv 16 decembrie, iar frontul Kalinin a avansat spre apus. Comandantul frontului, generalul Konev, a încercat să încercuiască Grupul de Armate Centru, dar a întâlnit o opoziție germană puternică în dreptul orașului Rjev și a fost obligat să se oprească, germanii formând o pungă care va rezista până în 1943. În sud, ofensiva a mers cel puțin la fel de bine, Frontul de Sud-Vest eliberând Tula pe 16 decembrie 1941. În centrul frontului progresele au fost mai puține, forțele sovietice eliberând Naro-Fominsk doar pe 26, Kaluga pe 28 decembrie, iar Maloiaroslaveț pe 2 ianuarie, după 10 zile de lupte violente. Sosirea rezervelor sovietice decurgea într-un ritm lent, iar ofensiva a trebuit să fie oprită pe 7 ianuarie 1942, după ce împinsese armatele germane epuizate și înghețate cu 100 – 250 km vest de Moscova. Această victorie a asigurat un important imbold pentru creșterea moralului sovieticilor, Wehrmachtul suferind în fața Moscovei prima înfrângere de proporții de la începutul războiului. Germania a eșuat în încercarea de înfrângere a Uniunii Sovietice printr-o lovitură  fulgerătoare și acum trebuia să se pregătească pentru o luptă îndelungată. Blitzkriegul în Uniunea Sovietică eșuase.

## Urmări

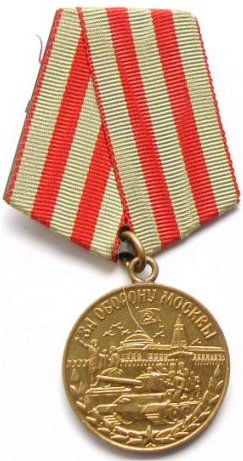
Medalia "Apărarea Moscovei" creată în 1944 pentru soldații și civilii care s-au distins în lupta de apărare a capitalei sovietice.

Ofensiva de iarnă sovietică a alungat Wehrmachtul din fața Moscovei, dar capitala era amenințată de armatele germane, liniile frontului fiind în continuare relativ aproape. Din acest motiv, apărarea Moscovei a rămas un obiectiv prioritar pentru Stalin, care fusese speriat de succesele inițiale germane. Înaintarea inițială sovietică nu a putut elimina punga de la Rjev, apărată de câteva divizii ale Grupului de Armate Centru. Imediat după contraofensiva din fața Moscovei, au fost declanșate o serie de atacuri locale sovietice, (Bătăliile de la Rjev), care aveau ca scop eliminarea sus-numitei pungi. Fiecare atac sovietic se solda cu pierderi grele de ambele părți. Pierderile sovietice au fost estimate la 500.000 – 1.000.000 de oameni, iar cele germane la 300.000 – 450.000 de oameni. Până la începutul anului 1943, armata germană a abandonat punga de la Rjev, odată cu retragerea întregului front spre apus. Moscova a fost considerată securizată doar în octombrie 1943, când Grupul de Armate Centru a fost definitiv respins din fața Smolenskului și de pe malul stâng al Niprului la sfârșitul celei de-a doua bătălii de la Smolensk.
Furios că armata sa a fost incapabilă să cucerească Moscova, Hitler, după ce a demis mai mulți generali de frunte, a preluat personal conducerea Înaltului Comandament German, preluând efectiv controlul deciziilor militare, ridicând împotriva sa pe cei mai experimentați ofițeri germani. Hitler s-a înconjurat de un grup de ofițeri lipsiți de experiență, sau depășiți de evoluțiile tehnicilor și tacticilor militare. După cum scria Guderian în memoriile sale, "Aceasta a creat o răceală în relațiile noastre, o răceală care nu a putut fi niciodată eliminată mai apoi." Neîncrederea lui Hitler față de ofițerii săi a crescut, ceea ce se va dovedi contraproductiv pentru Wehrmacht. Germania era confruntată cu perspectiva unui război de uzură, un tip de război pentru care nu era pregătită. Bătălia pentru Moscova a fost o înfrângere usturătoare pentru Axă, deși nu una catastrofală, și a pus capăt speranțelor Germaniei pentru o victorie rapidă și decisivă împotriva Uniunii Sovietice.
Pentru prima oară din iunie 1941, forțele sovietice au oprit înaintarea germană și au respins cu succes atacurile inamicului. Această victorie l-a făcut pe Stalin mult prea încrezător în puterea Armatei Roșii, liderul sovietic luând hotărârea organizării unor noi ofensive. Pe 5 ianuarie 1942, în timpul unei întâlniri la Kremlin, Stalin a anunțat că plănuia o contraofensivă generală de primăvară, care urma să fie declanșată simultan din zonele Moscovei, Leningradului și în Rusia de sud. Acest plan a fost acceptat în ciuda obiecțiunilor lui Jukov. În cele din urmă, rezervele insuficiente ale Armatei Roșii și abilitatea tactică a Wehrmachtului au dus la un impas sângeros cunoscut și ca "mașina de tocat carne de la Rjev" și la o serie de înfrângeri, precum cea de la Harkov, eșecul eliminării pungii de la Demiansk și încercuirea armatei lui Vlasov, (în timpul încercării de despresurare a Leningradului). Acest șir de insuccese avea să ducă la declanșarea ofensivei germane încununate de succes în sudul Rusiei, care avea să se încheie cu bătălia de la Stalingrad.
Apărarea cu succes a Moscovei avea să devină un simbol al rezistenței sovietice împotriva forțelor invadatoare ale Axei. Pentru comemorarea bătăliei, orașul Moscova a primit titlul de "Oraș Erou" în 1965, la a 20-a aniversare a Zilei Victoriei. Medalia "Apărarea Moscovei" a fost creată în 1944 și a fost conferită soldaților, civililor și partizanilor care au luat parte la apărarea capitalei.

## Pierderi
Atât pierderile germane cât și cele sovietice în timpul bătăliei de la Moscova au fost subiect de dezbateri, numeroasele surse oferind estimări diferite. Nici măcar toți istoricii nu sunt de acord cu ceea ce ar trebui considerată a fi "bătălia de la Moscova" în cronologia celui de-al doilea război mondial. În timp ce aproape toți cercetătorii sunt de acord că data de început a bătăliei este acea a declanșării Operațiunii Taifun, (adică 30 septembrie, sau, uneori 2 octombrie 1941), există două date diferite pentru încheierea ofensivei. Anumiți cercetători, (așa cum este Erickson și Glantz) exclud ofensiva de la Rjev din  sfera bătăliei de la Moscova, considerând-o o operațiune distinctă și marcând încetarea luptelor de la Moscova pe 7 ianuarie 1942, prin aceasta scăzând proporțiile pierderilor. Alți istorici, care includ bătăliile de Rjev și Viazma în sfera bătăliei de la Moscova, marcând încetarea operațiunilor în mai 1942, consideră pierderile mai mari. De vreme ce operațiunea de la Rjev a început pe 8 ianuarie, fără nicio pauză față de contraofensiva precedentă, o asemenea abordare este de înțeles.
Există diferențe semnificative între cifrele diverșilor cercetători. John Erickson, în lucrarea sa Barbarossa: The Axis and the Allies, afirmă că sovieticii au pierdut 653.924 oameni între octombrie 1941 și ianuarie 1942. Glantz, în cartea sa When Titans Clashed, dă o cifră a pierderilor sovieticilor de 658.279 oameni numai pentru faza de apărare a bătăliei și pierderi de 370.955 pentru contraofensivă, până pe 7 ianuarie 1942. Marea Enciclopedie Sovietică publicată între 1973-1978, estimează pierderi ale germanilor de 400.000 de oameni până în ianuarie 1942. Enciclopedia Moscovei publicată în 1997 consideră că pierderile germane s-au ridicat la 145.000 de oameni iar cele sovietice la 900.000 de oameni în faza defensivă, și 103.000 germani și 380.000 de sovietici pentru faza ofensivă, până pe 7 ianuarie 1942. Astfel, totalul pierderilor dintre 30 septembrie 1941 și 7 ianuarie sunt estimate la 248.000/400.000 de soldați ai Wehrmachtului (Marea Enciclopedie Sovietică/Enciclopedia Moscovei) și 650.000/1.280.000 pentru Armata Roșie (Erickson/Enciclopedia Moscovei).